# Calanque de Figuerolles
Pour les articles homonymes, voir Figuerolles.
La calanque de Figuerolles est une calanque située sur la commune de La Ciotat dans les Bouches-du-Rhône.

## Situation

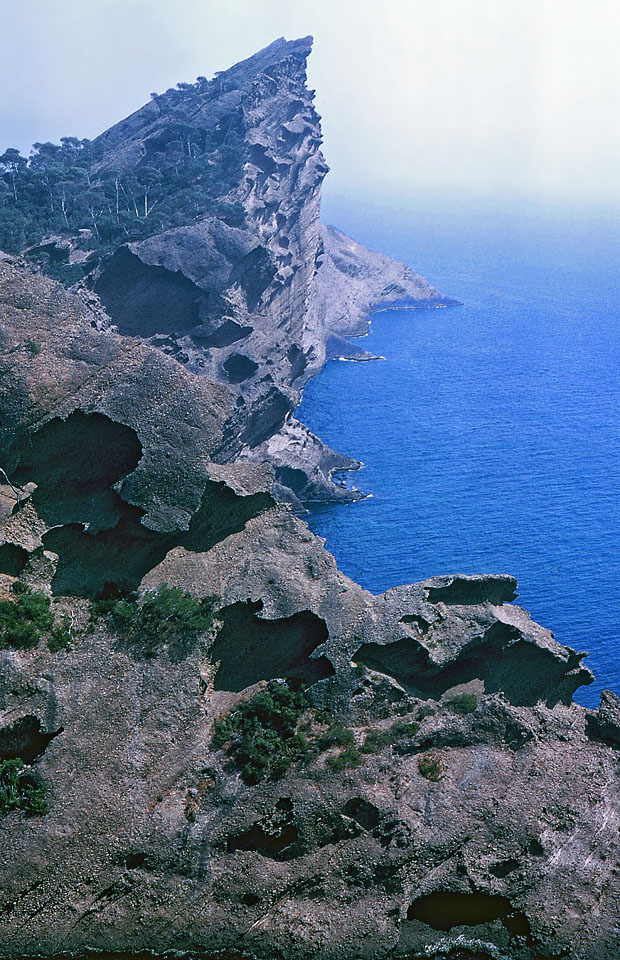
Calanque de Figuerolles dominée par le Bec de l'Aigle.

La calanque est une crique de galets, orientée vers le large, encadrée de falaises de poudingue et surplombée par le Rocher du Capucin. Elle se situe à l'ouest du centre ville de La Ciotat après le parc du Mugel. À l'exception de la mer, le seul accès direct est un escalier comptant 87 marches à partir du parking. Le site est classé depuis le 14 février 1944.

## Activités
La plage est le départ de plusieurs plongées réputées pour la richesse des fonds sous marins et les diverses possibilités qu'offre le relief (tombant, failles, spéléo).
Elle est aussi prisée par les baigneurs et les plaisanciers.

## Pollution
Malheureusement, la calanque de Figuerolles et même parfois la baie de la Ciotat sont parfois polluées à cause des déversement de la station d'épuration de la Ciotat défaillante dans la calanque juste voisine de l'Espinon.